# Lithostege incanata
Lithostege incanata là một loài bướm đêm trong họ Geometridae.